# Indo Defence Expo & Forum
Indo Defense Expo & Forum — выставка по продаже вооружений и оборонных технологий, проводимая два раза в год, а также рекламное мероприятие для международных производителей оборудования для обороны и безопасности, которое проводится с 2004 года в JIExpo, Джакарта, Индонезия. Это крупнейшая выставка такого рода в Юго-Восточной Азии и событие мирового уровня.
На мероприятии были продемонстрированы новейшие военные, авиационные и морские технологии защиты и безопасности; выставка также является местом встречи ключевых лиц, принимающих решения, из различных оборонных ведомств и компаний со всего мира. В выставке принимают участие оборонные предприятия стран всего мира. Параллельно с мероприятием также организуются семинары и симпозиумы для изучения передачи технологий между странами-участницами .